# HMS Snapphanen (1933)
HMS Snapphanen var en svensk vedettbåt som byggdes på Karlskronavarvet och sjösattes 1934. Hon var systerfartyg till HMS Jägaren, HMS Kaparen och HMS Väktaren.
I början av november 1939 bogserade Snapphanen den internerade polska patrullbåten ORP Batory från Visby till Vaxholm.
Snapphanen såldes 1959 till Guatemala som landets första stridsfartyg och fick namnet José Fransisco Barrundia. För att förbättra stabiliteten skars mast och övre brygga ner. Kanonerna försågs med sköldar. Eftersom fartyget inte hade aktionsradie för atlantöverfarten skedde detta genom bogsering av det Guatemalesiska handelsfartyget Gran Lempira. Ankomst till den nya hemmahamnen Matias de Galvez skedde den 24 september 1959.
1. Stockholm
2. Kiel, Tyskland  Ankom 21 juni 1959
3. Bremen, Mötte Gran Lempira
4. Brunsbüttel, Tyskland för bunkring
5. Antwerpen, Holland
6. Brest, Frankrike för bunkring
7. Lissabon, Portugal
8. Las Palmas, Spanien
9. Puerto de Matias de Galvez, Guatemala